# Protocol d'enrutament

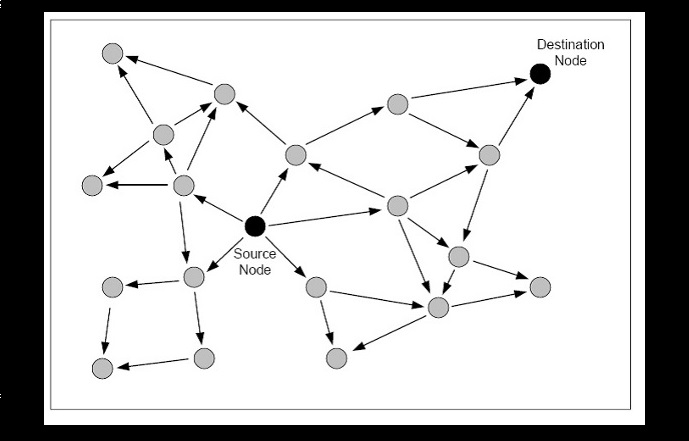
Fig.1 Exemple de xarxa de múltiples nodes on apliquen els protocols d'enrutament per a trobar el camí òptim entre un node origen i un node destí.

Un protocol d'enrutament, en ciències de la computació, especifica com els encaminadors (routers) es comuniquen entre ells. Els algorismes d'enrutat determinen el millor camí entre dos nodes d'una xarxa d'ordinadors. Cada router té un coneixement a priori de l'estat de la xarxa dels nodes més propers, llavors aquests protocols d'enrutament comparteixen aquesta informació a través de tota la xarxa.

## Propietats
Funcions bàsiques de tot protocol d'enrutament :
1. Descobriment : identificació dla altres ruters de la xarxa.
2. Gestió de rutes : fer un seguiment de totes les possibles destinacions.
3. Determinació de camins : fer determinacions dinàmiques dels camins més òptims.

Hi ha tres grans classes de protocols en xarxes IP :
- Protocols de passarel·la interiors de tipus 1 : per exemple OSPF i IS-IS.
- Protocols de passarel·la interiors de tipus 2 : tals com protocol de vector de distàncies, Routing Information Protocol i Interior Gateway Routing Protocol.
- Protocols de passarel·la exteriors: com Border Gateway Protocol, Exterior Gateway Protocol.

Programaris que emulen els protocols d'enrutament en un ordinador : Bird Internet routing daemon, Quagga, GNU Zebra, OpenBGPD, OpenOSPFD, i XORP.